# Исикари (город)
Исика́ри  (яп. 石狩市 Исикари-си) — город на острове Хоккайдо в Японии, известный как «город лосося», раскинулся на побережье Японского моря около устья реки Исикари. Площадь города составляет 721,86 км², население — 59 558 человек (30 июня 2014), плотность населения — 82,51 чел./км².

## Города-побратимы
- Ванино, Россия